# Stachys floridana
Stachys floridana là một loài thực vật có hoa trong họ Hoa môi. Loài này được Shuttlew. ex Benth. miêu tả khoa học đầu tiên năm 1848.

## Hình ảnh

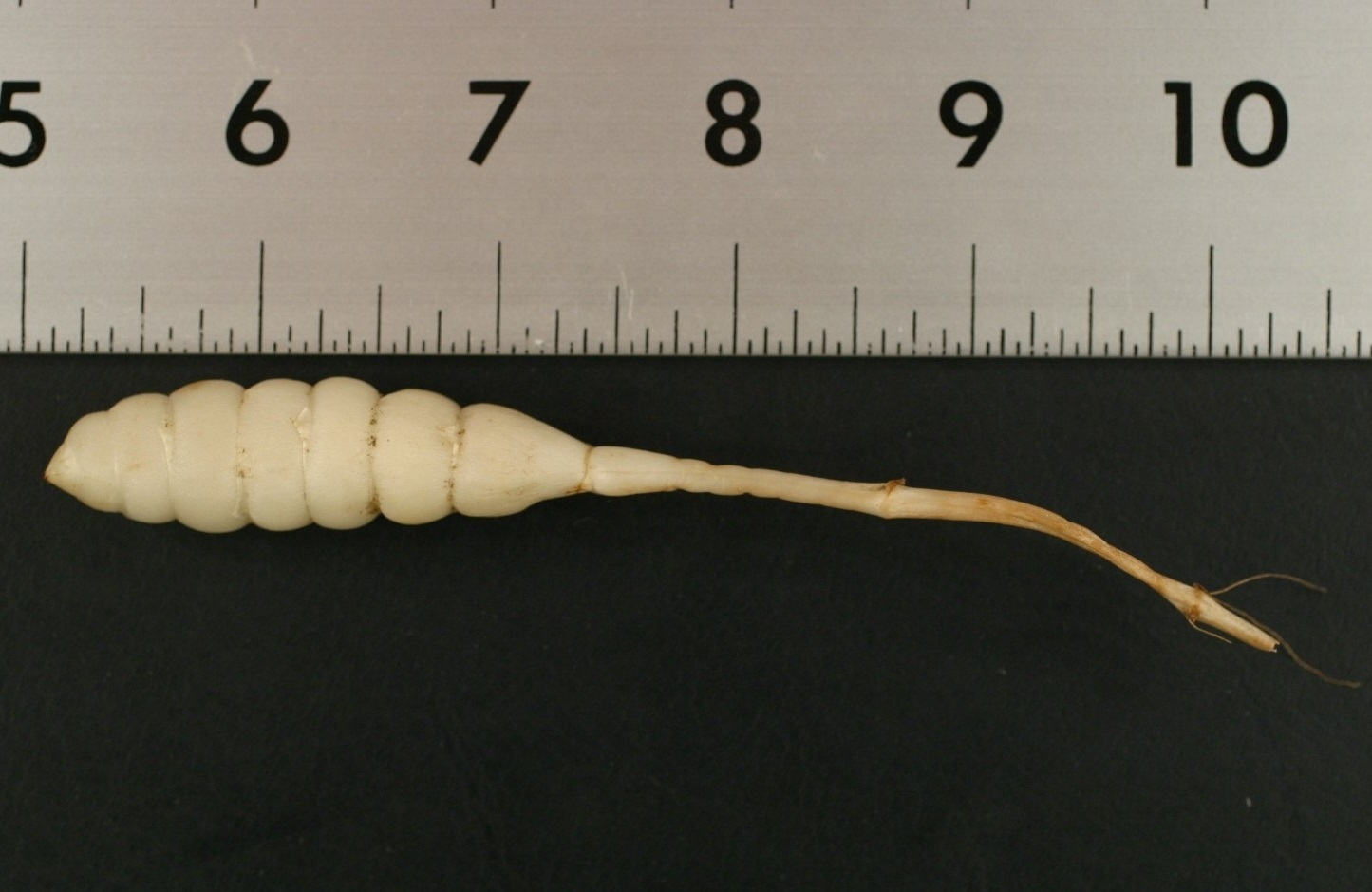